# آناهیت ماناسیان
آناهیت ماناسیان (ارمنی: Անահիտ Մանասյան؛ زادهٔ ۲۴ ژوئن ۱۹۸۸) وکیل و سیاست‌مدار اهل ارمنستان است. وی مشاور سرژ سرکسیان ریاست جمهوری ارمنستان در دادگاه قانون اساسی می‌باشد.
وی در سال ۲۰۱۰ از دانشکده حقوق دانشگاه دولتی ایروان در رشته حقوق اساسی مدرک کارشناسی ارشد خویش را کسب نموده‌است.